# José Antonio González Velázquez

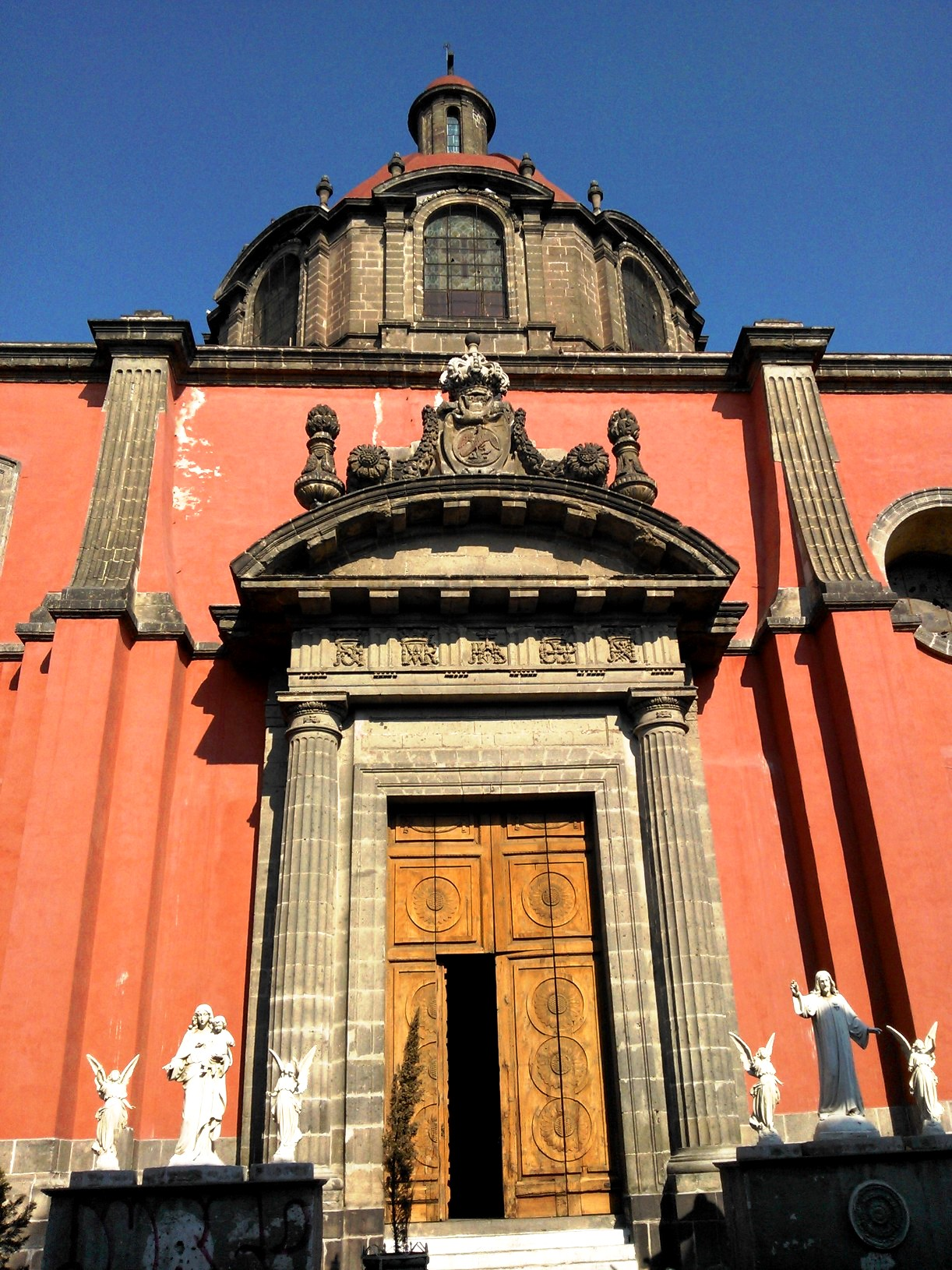
Cúpula y una de las portadas del templo de Jesús María

José Antonio González Velázquez (Madrid, España, ? - Ciudad de México, Nueva España, 21 de abril de 1810) fue un arquitecto español de finales del siglo XVIII y principios del siglo XIX activo en el Virreinato de Nueva España. 

## Biografía
Fue hijo del arquitecto y pintor Alejandro González Velázquez y es considerado uno de los exponentes del estilo neoclásico en la Nueva España. Realizó todas sus obras en la Ciudad de México, donde fungió como el primer director de la Real Academia de San Carlos, nombramiento que recibió en 1786 y ostentó hasta 1794.
Fue encargado del proyecto para renovar y ornamentar la plaza mayor con el motivo de la colocación de la estatua ecuestre de Carlos IV. La solución de González Velázquez para la ornamentación consistió en delimitar la plaza con una balaustrada elíptica con cuatro rejas de acceso con lo que logró un conjunto de gran calidad y belleza que se puede apreciar en algunos grabados de la época.

## La Real Fábrica de Tabacos
En 1793 siendo director de la Academia de San Carlos, le fue encomendado al arquitecto González Velázquez el proyecto para la construcción del edificio que albergaría a la Real Fábrica de Tabacos junto con el Ingeniero militar Miguel Constanzó, un proyecto que databa de 1786 y que había tenido varios cambios en la dirección y planeación de la obra y que había sido suspendido en varias ocasiones. Los arquitectos González Velázquez y Constanzó trabajaron en el hasta 1797 cuando fue suspendido de nueva cuenta. Finalmente, siete años más tarde el virrey Iturrigaray retomó el proyecto, en 1804, quedando al frente de la construcción el arquitecto Ignacio Castera, quien concluyó la obra en 1807.

## Obras
- Templo de San Pablo el nuevo (1789- 1799)[5]
- Remodelación y retablos de la Iglesia de Jesús María (1804)
- Convento del Carmen en Tenancingo (1797-1801)[6]
- Capilla de Santa María Magdalena (1805-1808)[7]
- Portada del ex templo del colegio máximo de San Pedro y San Pablo.[8]
- Santuario de Nuestra Señora de los Ángeles.[9]
- Arquerías de los patios del Hospital de Jesús (1800)[10]
- Ornamentación y renovación de la Plaza mayor (Destruida) (1796)
- Fachada neoclásica de la Universidad (Destruida) (1790).[2]
- Capilla del Señor de Santa Teresa la Antigua (Destruida) (1799-1803)
- Claustros del convento de la Concepción (Destruidos en su mayor parte) (1805) con José Joaquín de Heredia[1]

Desgraciadamente de sus obras se conserva muy poco. La ornamentación de la plaza mayor realizada en conjunto con José Luis Rodríguez Alconedo fue destruida en 1822 para organizar una corrida de toros en honor a Iturbide, la capilla del Señor de Santa Teresa la Antigua se derrumbó durante el terremoto de 1845, la fachada de la universidad fue desmantelada en 1910 y su paradero se desconoce, el Santuario de los Ángeles (ubicado en la Colonia Guerrero) fue remodelado por el arquitecto Federico Mariscal a mediados del siglo XX y la capilla de Santa María Magdalena ha sido muy modificada. Afortunadamente aún subsiste su obra maestra que es el Templo de San Pablo el Nuevo y también el Templo de Jesús María, donde le fue encomendado remodelarlo y adaptarlo para que siguiera los lineamientos neoclásicos. Las portadas resultantes son consideradas una de las mejores intervenciones de su tipo, ya que en otros edificios donde las fachadas fueron reemplazadas para adaptarlas al estilo neoclásico, los resultados no fueron del todo armónicos.
En el caso de González Velázquez se puede citar como ejemplo de lo anterior su primera obra en la ciudad, que fue la remodelación de la fachada de la Universidad, que fue una intervención criticada, ya que para su construcción fue necesario destruir las portadas de estilo churrigueresco del arquitecto  Ildefonso de Iniesta, que habían sido terminadas en 1759.

## Galería

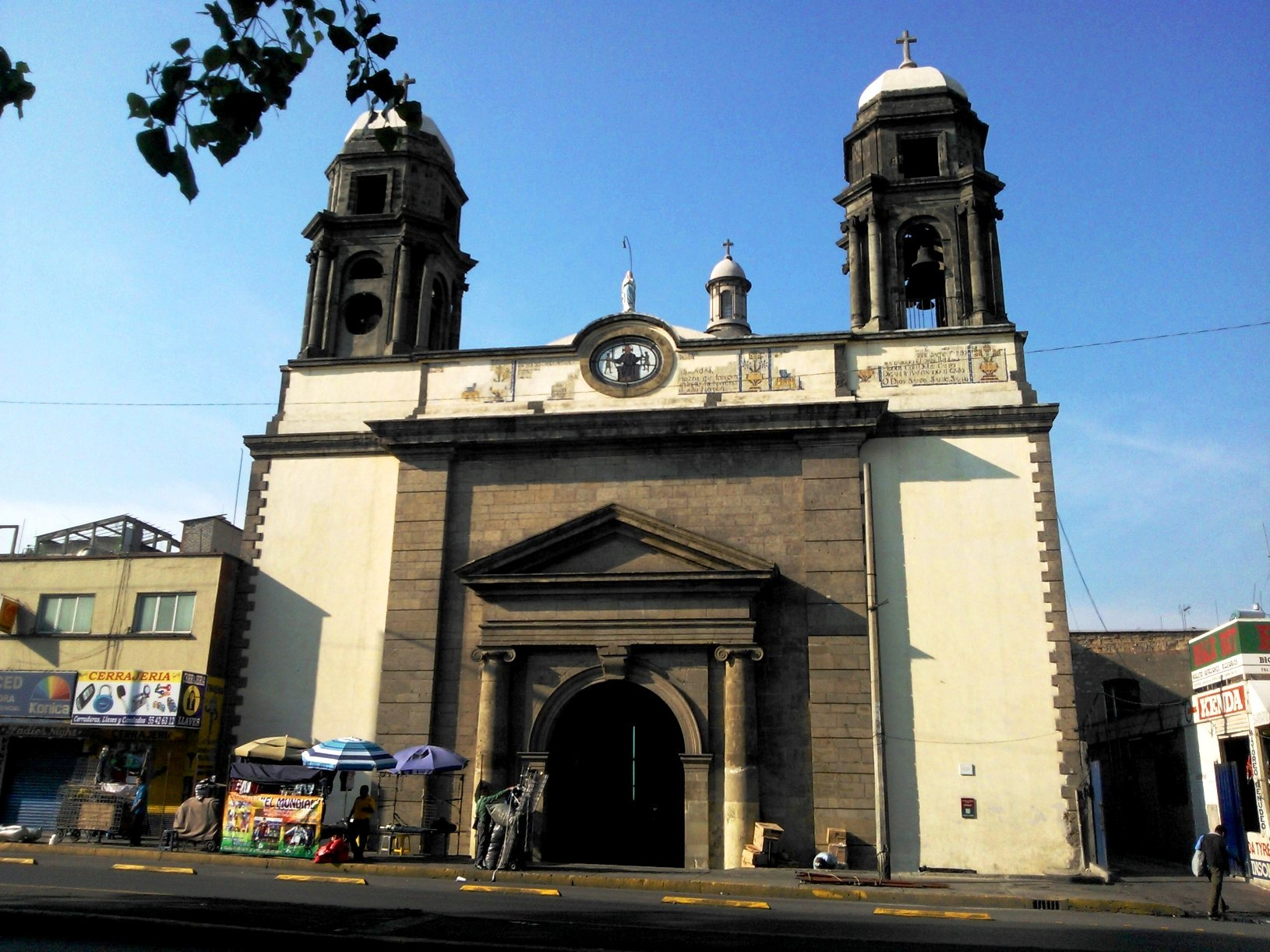
Templo de San Pablo el nuevo
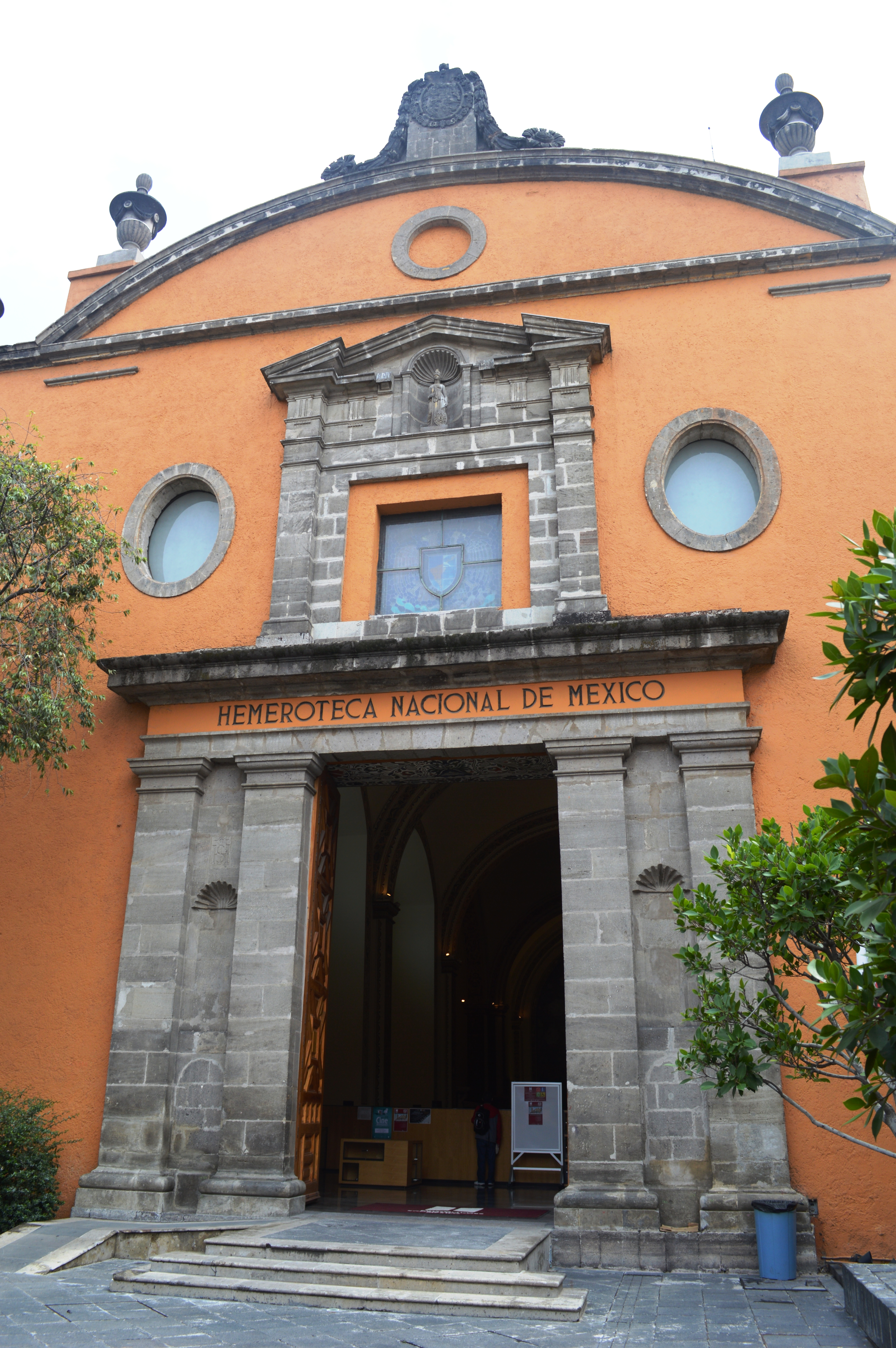
Fachada del templo de San Pedro y San Pablo
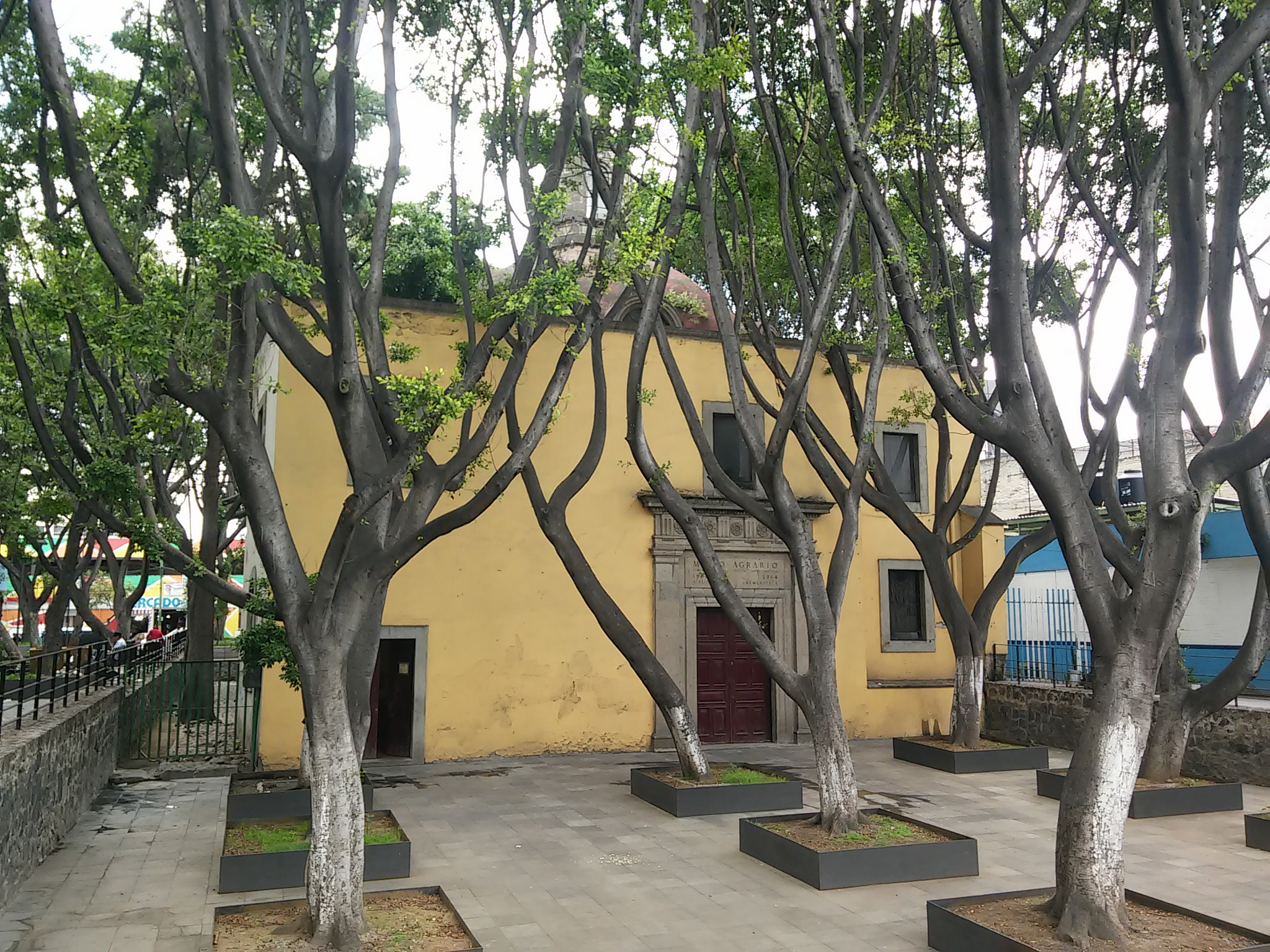
Ex Capilla de Santa María Magdalena
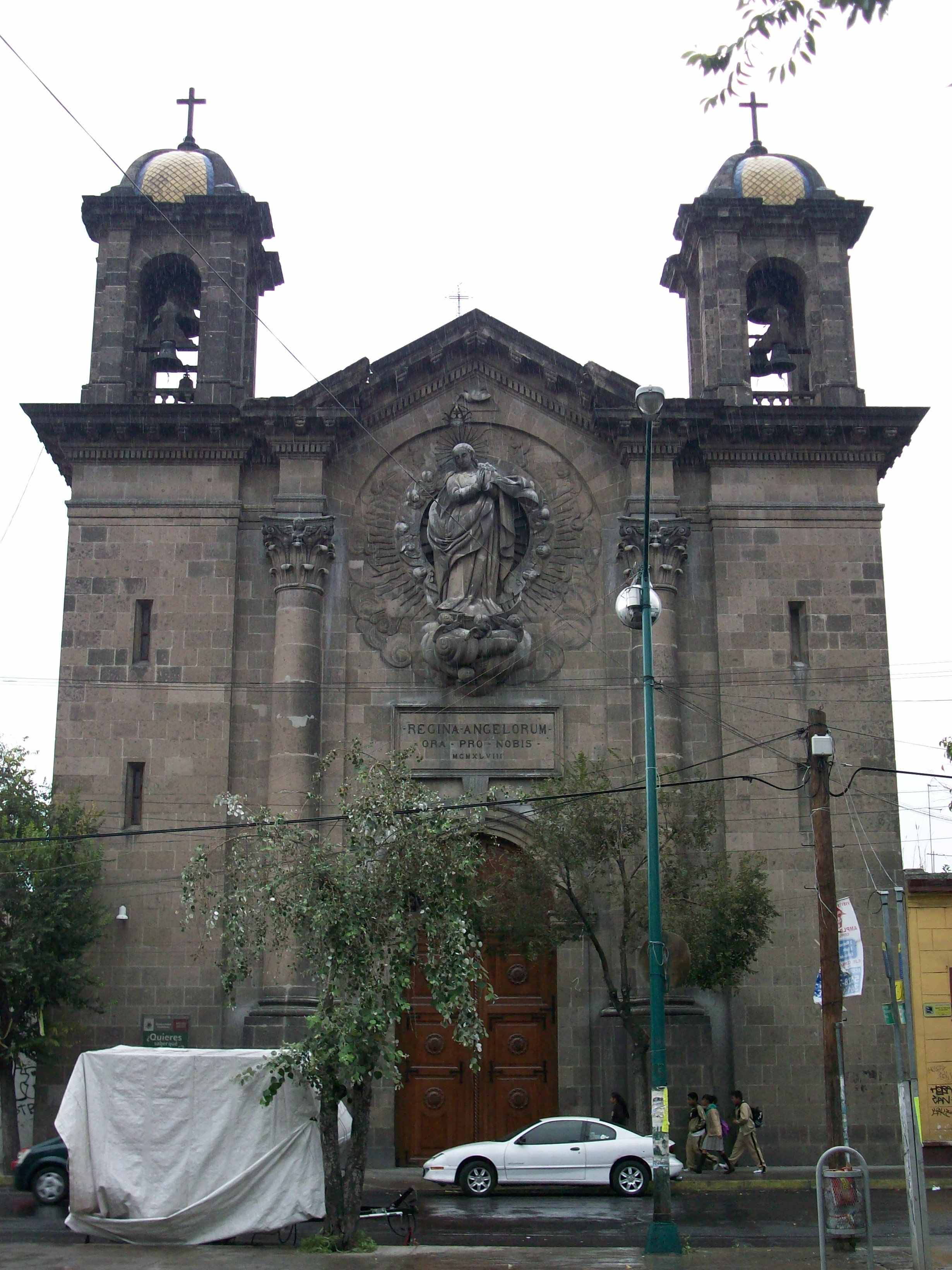
Santuario de Nuestra Señora de los Ángeles
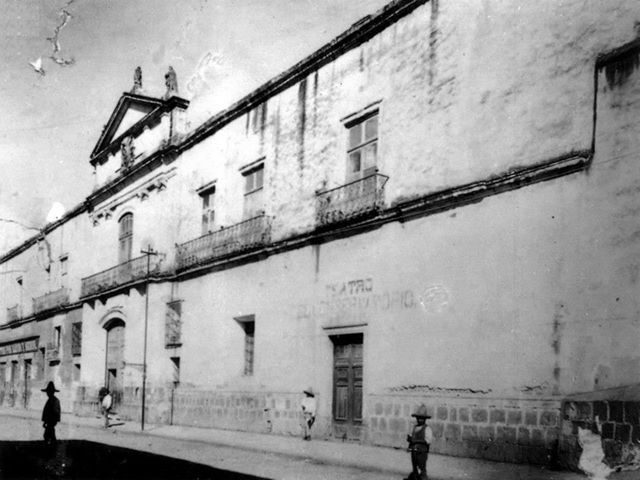
Fachada de la Universidad
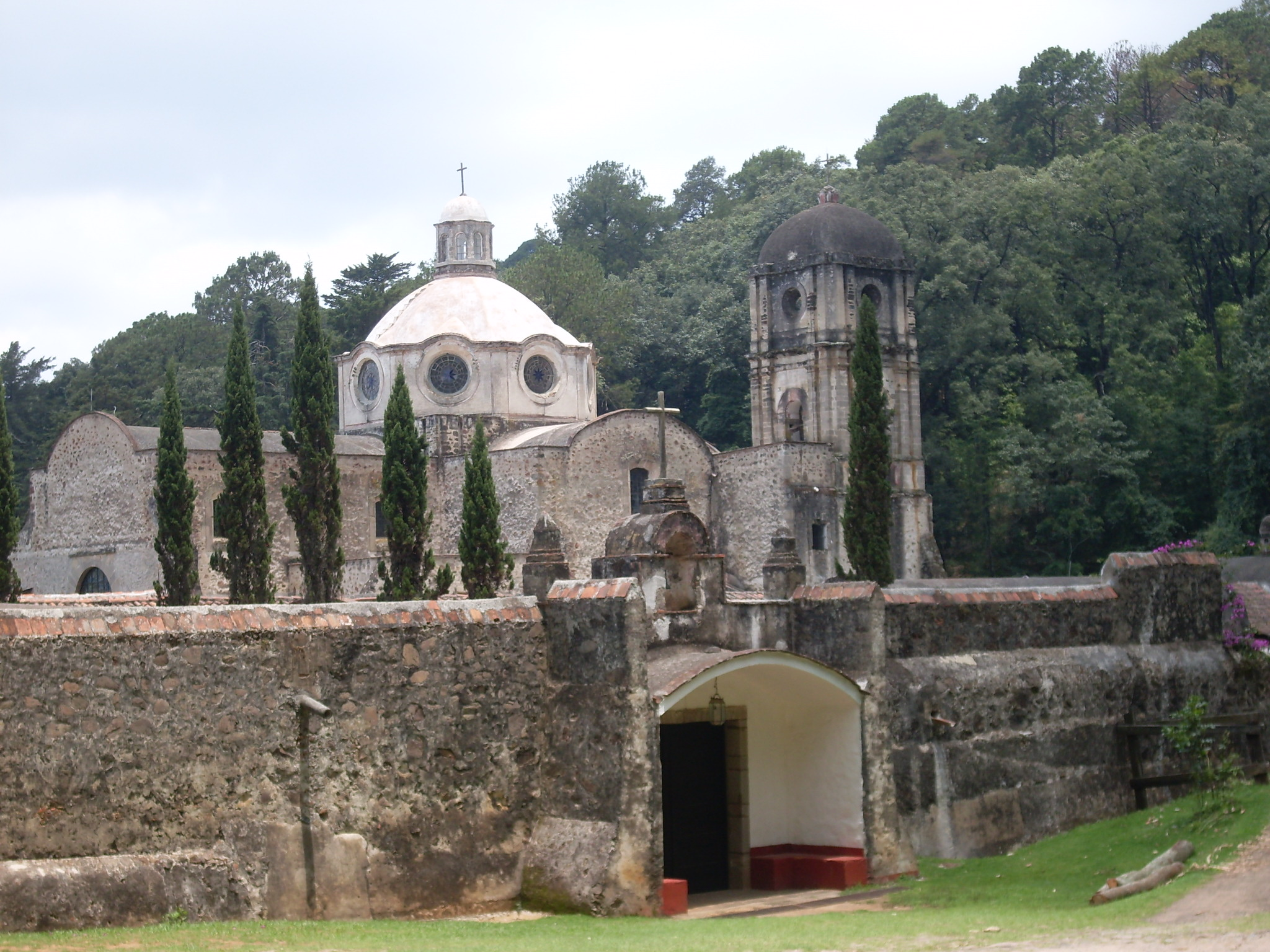
Convento del Carmen en Tenancingo